# Hasbeya (district)
Hasbeya is een district in het gouvernement Nabatiye in Libanon. De hoofdstad is de gelijknamige stad Hasbeya.
Hasbeya heeft een oppervlakte van 265 km² en een bevolkingsaantal van 19.000.